# Talijanska Formula 4
Talijanska Formula 4 (tal. Campionato Italiano di Formula 4) je automobilističko prvenstvo jednosjeda, koje organizira Automobile Club d'Italia po pravilima FIA Formule 4. Prva sezona se vozila 2014. nakon što je Talijanska Formula 4 zamijenila tadašnju Formulu Abarth. 

## Sistem bodovanja
| Plasman | 1. | 2. | 3. | 4. | 5. | 6. | 7. | 8. | 9. | 10. |
| Bodovi  | 25 | 18 | 15 | 12 | 10 | 8  | 6  | 4  | 2  | 1   |

## Prvaci
| Sezona | Vozač            | Momčad                | Gume | Šasija         | Motor                 |
| ------ | ---------------- | --------------------- | ---- | -------------- | --------------------- |
| 2014.  | Lance Stroll     | Prema Powerteam       | P    | Tatuus F4-T014 | Fiat Abarth 414TF     |
| 2015.  | Ralf Aron        | Prema Powerteam       | P    | Tatuus F4-T014 | Fiat Abarth 414TF     |
| 2016.  | Marcos Siebert   | Jenzer Motorsport     | P    | Tatuus F4-T014 | Fiat Abarth 414TF     |
| 2017.  | Marcus Armstrong | Prema Powerteam       | P    | Tatuus F4-T014 | Fiat Abarth 414TF     |
| 2018.  | Enzo Fittipaldi  | Prema Theodore Racing | P    | Tatuus F4-T014 | Fiat Abarth Turbo 1.4 |
| 2019.  | Dennis Hauger    | Van Amersfoort Racing | P    | Tatuus F4-T014 | Abarth 1.4            |
| 2020.  | Gabriele Minì    | Prema Powerteam       | P    | Tatuus F4-T014 | Abarth 1.4            |
| 2021.  | Oliver Bearman   | Van Amersfoort Racing | P    | Tatuus F4-T014 | Abarth 1.4            |

## Vanjske poveznice
- Italian F4 - Official website